# Fayolisme
Pour les articles homonymes, voir Fayol.

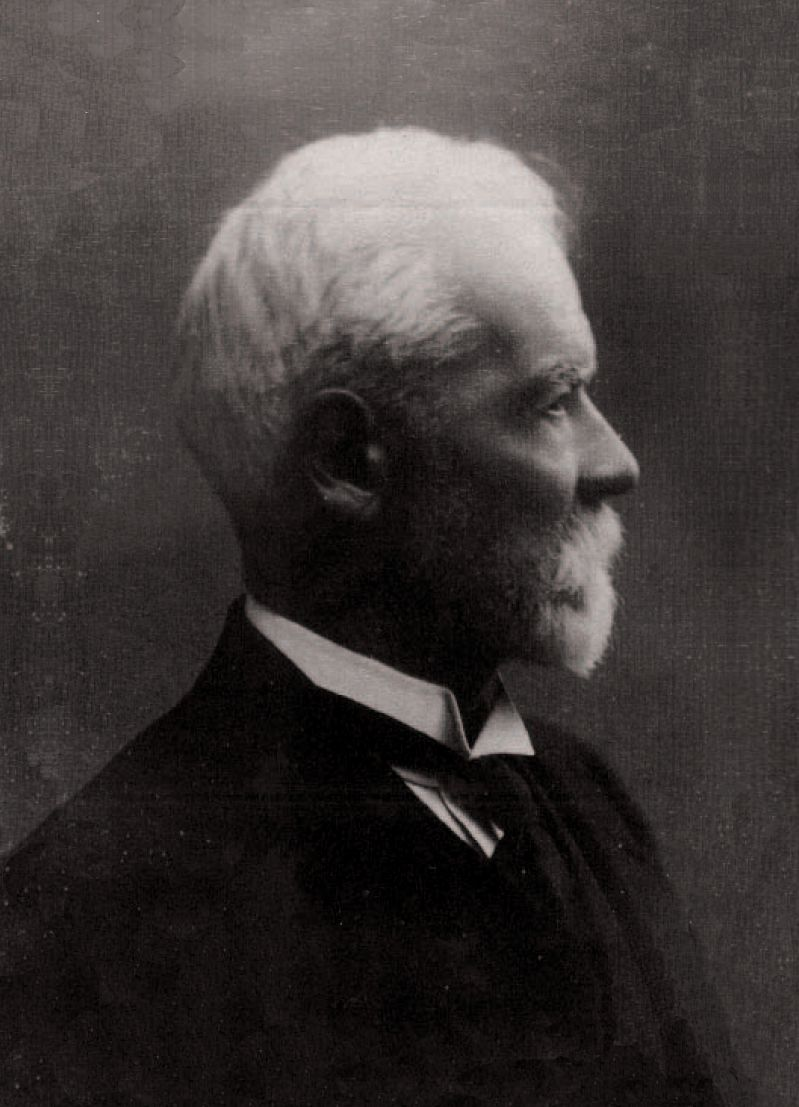
Henri Fayol.

Le fayolisme est une théorie développée par Henri Fayol, ingénieur des mines, directeur d'un groupe d'entreprises minières de 10 000 personnes entre 1888 et 1918.
Cette théorie est formalisée dans l'ouvrage qu'il écrit vers la fin de sa vie : L'Administration industrielle et générale publiée chez Dunod en 1916. Les idées qu'il développe connaissent un succès immédiat auprès des dirigeants d'entreprises et des hommes politiques.
Le succès est plus mitigé auprès des ingénieurs et des associations savantes dirigées par des polytechniciens. Ceux-ci sont plus intéressés par les réflexions portant sur les activités de production : ils estiment pour leur part que les idées de Fayol sont « trop générales » et leur préfèrent celles de Taylor qui formalise l'organisation scientifique du travail dans sa brochureThe Principles of Scientific Management.
Ceci explique en grande partie qu'après sa mort, les idées de Fayol connaissent un déclin relatif. Pourtant, à partir de 1925, l'auteur anglais Lyndall Urwick va contribuer à les remettre au premier plan et les introduire aux États-Unis, où Fayol est considéré comme un des auteurs « classiques » du management.
Aujourd'hui, Fayol est le pionnier français le plus connu des théories sur l'organisation formelle de l'entreprise. Il est le contemporain — et à certains égards le rival — de Frederick Winslow Taylor, initiateur américain de l'organisation scientifique du travail (O.S.T.).

## La pensée de Fayol en management
Pour Fayol, le chef est l’élément clé d’une bonne gestion. Il est le responsable du succès de l’entreprise. En cas d’échec, il doit démissionner.

### Les sept qualités du grand chef d'entreprise
Les chefs d'entreprise doivent posséder des qualités spécifiques. Ce ne sont pas des qualités innées. Elles s'acquièrent par l'expérience et par la formation. Ceci signifie qu'on n'est pas chef par la naissance, parce qu'on a hérité de la propriété de l'entreprise. Être chef d'entreprise se mérite. Voici les qualités du chef d'entreprise que Fayol énumère :
- Santé et vigueur physique.
- Intelligence et vigueur intellectuelle.
- Qualités morales (volonté, persévérance, audace, courage des responsabilités, sentiment du devoir, souci de l'intérêt général).
- Forte culture générale.
- Large compétence dans la profession caractéristique de l'entreprise.
- Connaissances de gestion.
- Art de manier les hommes.

Fayol introduit donc l’idée qu’on sélectionne les futurs dirigeants en fonction de leurs qualités.
Que se passe-t-il si un dirigeant n’a pas toutes les qualités requises ? Il doit s’appuyer sur des spécialistes (« État-major ») et s’aider d’outils de gestion (« outillage administratif »).

### L'étendue du contrôle
Un chef ne peut contrôler qu'un petit nombre de personnes, de 5 à 10. Ce concept a été nommé ensuite « l'étendue du contrôle » (span of control). L'étendue du contrôle détermine le nombre de niveaux hiérarchiques en fonction de la taille de l'organisation.

### Les cinq éléments d'administration
Pour Fayol, un chef d'entreprise accomplit 5 choses qu'il nomme « éléments d'administration ».
- Prévoir : « supputer l'avenir et le préparer » par un « programme d'actions ».
- Organiser : « munir l'entreprise de tout ce qui est utile à son fonctionnement ».
- Commander : « faire fonctionner le corps social ».
- Coordonner : « mettre l'harmonie entre tous les actes de l'entreprise ».
- Contrôler : « vérifier que tout se passe conformément au programme [d'actions] adopté, aux ordres donnés, et aux principes admis [dans le] but de signaler les fautes et les erreurs afin qu'on puisse les réparer et en éviter le retour ».

### Les outils de gestion
L’« outillage administratif », les outils de gestion, sont des pratiques qui facilitent la gestion.
- Outils pour planifier : veille stratégique, programme d’action, budget, règles, formation permanente. Quand sa mine s’épuise, il en achète d’autres et y réaffecte les personnes, en fonction d’un plan de cessation progressive d’activité de la mine qui s’épuise. De façon moderne, on parle de plan, de plan d'affaires
- Outils pour organiser : organigramme, description de poste, état-major, recrutement, formation, carrière, gestion des salaires.
- Outils pour commander : rôle de chaque chef, circulation des informations (documents) entre les chefs.
- Outils pour coordonner : conférence des chefs de service, services communs, éviter les cloisons étanches.
- Outils pour contrôler : rapports réguliers, inspections, inventaire, gestion budgétaire. Le contrôle de gestion est réalisé par la hiérarchie qui surveille notamment les coûts de revient et rédige des rapports ou tableaux de bord.

### Les 14 principes généraux d'administration
Fayol exprime sa pensée sous forme de « principes » qui constituent les axiomes d’une théorie. Il énonce 14 principes généraux d'administration. Son but est de se rapprocher de la forme des sciences physiques de son époque. Ce sont des guides pour ce que doit faire le chef d'entreprise.
- La division du travail, par une description des postes de chacun
- L'autorité et responsabilité, pouvoir de se faire obéir et le courage d’assumer ses ordres
- La discipline, le respect des conventions (obligations d'obéissance, d'assiduité, d'activité, de tenue) entre l'entreprise et ses agents
- L'unité de commandement. Pour Fayol, une grande entreprise, c'est d'abord une hiérarchie à plusieurs niveaux. Chaque personne obéit à un chef et un seul. Ceci signifie qu'un grand chef ne peut pas « court-circuiter » ses collaborateurs et donner des ordres directement à tout le monde. L’organigramme représente formellement la dépendance entre les personnes. Il faut éviter toute dualité de commandement.
- L'unité de direction, un seul projet commun, la cohérence entre les actions engagées
- La subordination des intérêts particuliers à l'intérêt général (la lutte contre l'opportunisme des individus)
- La rémunération, la gestion du personnel est essentielle avec notamment une participation aux résultats
- La centralisation, plus ou moins accentuée en fonction de la valeur relative des chefs et de ses collaborateurs
- La hiérarchie, selon le nombre de subordonnés de chaque chef intermédiaire, la pyramide de l’entreprise est plus ou moins pointue
- L'ordre, ordre matériel et ordre social, chacun et chaque chose étant à sa place
- L'équité, principe fondamental dans les relations avec le personnel
- La stabilité du personnel, les personnes bien formées doivent trouver intérêt à passer toute leur carrière dans l’entreprise
- L'initiative, tous les membres de l’entreprise peuvent proposer des actions
- L'union du personnel, pour éviter les conflits, notamment par une bonne communication personnelle, le long de la ligne hiérarchique.

## Les particularités de la pensée de Fayol

### Le contexte historique
Nous sommes en 1884. L'année de Germinal. L'armée réprime la grève de Denain en tuant plusieurs manifestants
En 1882 Christophe Thivrier est élu maire de Commentry, la petite ville de l'Allier dont Fayol prendra la direction des mines. Les troubles sociaux dont les mines étaient l'objet cessent alors. Stéphane Mony meurt le 10 mars 1884, la direction sera transitoirement tenue par Anatole de Sasseval jusqu'au 3 mars 1888 où il démissionne, remplacé alors par Fayol.

### Fayol et Taylor
Fayol a commencé à élaborer sa théorie vers 1890. Il l’a exposé dès 1900. Taylor (1856-1915) a publié la sienne au même moment.
Ils sont donc contemporains, mais ils s'opposent sur la direction fonctionnelle. Taylor n’a pas lu Fayol mais Fayol a lu Taylor dès 1913. Il a détecté que la notion de direction fonctionnelle est contradictoire avec sa théorie de la hiérarchie. Sa pensée à ce sujet a évolué. Il a accepté la direction fonctionnelle, à la condition que les domaines de responsabilité soient clairement définis, en 1913 et en 1925. Mais dans son ouvrage de 1916, il s’est opposé violemment à la notion de direction fonctionnelle. En 1925, il accepte la création du CNOF (Conseil national de l’organisation française) réunissant ses disciples avec les tayloriens français. Fayol en tant que directeur de mine s’est intéressé au travail de ses ouvriers. Il discutait des diverses manières d’effectuer le travail. Il choisit entre les solutions possibles non en fonction de la cadence mais en fonction du prix de revient.
Fayol et Taylor sont aujourd’hui associés dans les cours sur les théories des organisations en tant que tenants d’une organisation formelle de l’entreprise.

### Le vocabulaire de Fayol
Les termes employés par Fayol (administration, outillage administratif, tableau d’organisation, etc.) n’ont pas été ceux retenus par les sciences de gestion. La popularité de sa méthode ayant été faite par les Business School Américaines à partir d'une traduction assez sommaire et discordante, son texte est apparu difficile à comprendre aux anglophones. En particulier, tous les termes relatifs à la sociologie ont été gommés des deux versions anglophones. D'autres changements de vocabulaire affectent également les textes anglophones, comme le couple « bienveillance-dévouement » dans le rapport d'échange optimum entre chef et ouvrier qui fut remplacé par « gentillesse-loyauté ».
De plus, en raison de la carence de textes et travaux antérieurs aux siens sur la sociologie du travail et de l'absence d'une discipline du management, Fayol dut définir et nommer lui-même les éléments composant le paradigme qu'il étudie, comme un explorateur qui découvre une terre inconnue.
Au départ formé au management par Stéphane Mony, un disciple de Saint-Simon, Fayol s'inspire du Positivisme d'Auguste Comte pour fonder sa doctrine de l'administration.

### La guerre de 1914-1918
Fayol a évoqué ses pensées dès 1900 et personne ne l’écoutait. Son texte de 1916 connaît un très grand succès, alors qu’il n’est guère plus complet. Le public français ayant subi deux années d’échecs militaires accueille une œuvre qui dit, de manière abstraite, que la responsabilité en incombe à une hiérarchie qui s’est montré incompétente, imprévoyante, incapable de coordonner ses actions et de respecter ses hommes. L’entreprise est perçue comme une métaphore de l’armée. La science de l’administration générale naît ainsi, au-delà de la distinction entre entreprises industrielles et organismes étatiques. [réf. nécessaire]

## Postérité intellectuelle de Fayol
L'Administration industrielle et générale a été traduit en anglais, en espagnol, en portugais, en italien, en allemand, en suédois, en polonais, en hébreu, en finnois, en letton, en tchèque, en grec, et en japonais. Son audience au début des années 1920 a été considérable.
Les questions posées par Fayol ont été poursuivies par d'autres chercheurs, même si ceux-ci ne se réfèrent pas à lui. En effet, les fayoliens transmettaient de manière dogmatique les leçons du maître en oubliant la dynamique de la recherche fondée selon Fayol sur les expériences vécues en entreprise. Cette méthode s’apparente à ce qui est nommé aujourd’hui « recherche-action ».[réf. nécessaire]
Le Britannique Lyndall Urwick fit beaucoup pour diffuser la pensée de Fayol dans le monde anglo-saxon. Il tenta d'approfondir la notion de « principes de gestion » pour fonder la gestion en tant que science déductive où toutes les recommandations d’une « bonne gestion » découleraient logiquement d’un petit nombre de principes fondamentaux. Néanmoins l'interprétation faite par Urwick met l'accent sur le besoin d'un contrôle (surveillance) des employés qui n'est pas la notion de contrôle (vérification) employée par Fayol.
Chester Barnard, ancien président de la New Jersey Bell Telephone Company, a apporté sa réflexion aux sciences de gestion en identifiant les fonctions du chef.
Luther Gulick a mis l’accent sur le concept d'étendue du contrôle. Les études empiriques montrent qu’il dépend de la diversité des tâches accomplies par les subordonnés.
Elliott Jaques a formulé l’idée que plus le niveau hiérarchique était élevé, plus long était le délai nécessaire pour constater l’incompétence des personnes.
Martin Beckmann a formalisé, avec des équations mathématiques, le fonctionnement des hiérarchies.
Henry Mintzberg et John Kotter ont mené des enquêtes sur le contenu concret du travail de chef. Ils mettent en évidence qu'il assure essentiellement des tâches de communication, tâches de très courte durée.
Octave Gélinier formule des règles d’une bonne coordination très fayoliennes.
- Le chef tient le même discours à tous ses collaborateurs.
- Le chef ne prend pas de décision importante concernant plusieurs collaborateurs sans que le problème ait été évoqué en réunion du groupe.
- En cas d'urgence, les personnes concernées sont consultées individuellement et la décision est évoquée à la réunion suivante.
- Le chef refuse de se faire extorquer une décision importante dans un entretien particulier.
- Tous les membres du groupe peuvent soumettre à la discussion les problèmes qui leur paraissent importants.
- Le chef lutte contre toute rétention d'information, abstention, lutte interne, absence de coopération.
- Le chef tient tous les membres du groupe solidairement responsables des succès et des échecs.
- Les méthodes de travail font l'objet de débats et d'évaluation.
- En cas de désaccords, le chef prend ses responsabilités et le fait savoir.

## Les actions dans une hiérarchie selon Fayol

### Actions du chef ultime
- Décider du plan (stratégie) avec les propriétaires.
- Définir la structure (organigramme, description de fonctions).
- S'entourer de conseils compétents dans les domaines où il l'est moins (état-major).
- Recruter ses collaborateurs, fixer leur salaire et leurs augmentations de salaire, assurer leur carrière selon leur compétence.
- Définir tous les principes de la gestion du personnel.
- Donner des ordres correspondant au plan.
- Définir les chemins de circulation rapides des informations (passerelles).
- Réunir ses collaborateurs directs régulièrement.
- Écouter les suggestions de ses collaborateurs.
- Lire les rapports (comptes rendus, comptes) et agir en conséquence.
- Suivre la consommation des budgets.
- Rendre compte aux propriétaires de l'état des affaires.

### Actions des cadres intermédiaires
- En fonction du plan reçu de son supérieur, définir les programmes de réalisation à plus court terme et pour les parties auxquelles il commande.
- Participer aux conférences des chefs de service de son chef.
- Se coordonner avec les autres services.
- Organiser des réunions régulières avec ses collaborateurs.
- Définir la structure de son service (organigramme et définition de fonction).
- Gérer le personnel sous ses ordres (recrutement, salaires, licenciement).
- Donner des ordres correspondant au programme.
- Avoir des initiatives et en informer son chef.
- Faire circuler les informations.
- Accroître sa compétence (formation, information générale et professionnelle).
- Contrôler les prix de revient.
- Exploiter les rapports de ses collaborateurs.
- Faire des rapports à son chef.

### Actions des opérateurs
- Exécuter les ordres reçus.
- Signaler les difficultés d'exécution.
- Rendre compte de la manière dont les ordres ont été exécutés.
- Se coordonner avec les autres opérateurs.

### Les œuvres de Henri Fayol
Années 1870
- Fayol H., « Note sur le boisage aux houillères de Commentry (emploi du fer et des bois préparés) », Bulletin de la Société de l’Industrie Minérale, 2e série tome III, 1874, p. 569.
- Fayol H., « Guidage des puits de mine », Bulletin de la Société de l’Industrie Minérale, 2e série tome VI, 1877, p. 697.
- Fayol H., « Note sur le boisage, le déboisage et le remblayage dans les houillères de Commentry », Comptes rendus mensuels de la Société de l’Industrie Minérale, juin 1878.
- Fayol H., « Études sur l'altération et la combustion spontanée de la houille exposée à l'air », Bulletin de la Société de l’Industrie Minérale, congrès de Paris 1878, médaille d'or, 2e série tome VIII, 1878, p. 487-746.
- Fayol H., « Étude sur le terrain houiller de Commentry », Comptes rendus des séances de l’Académie des Sciences, 16 mai 1881.
- Fayol H., « Sur le terrain houiller de Commentry, Expériences faites pour expliquer la formation », Comptes rendus des séances de l’Académie des Sciences, 30 mai 1881.
- Fayol H., « Étude sur le terrain houiller de Commentry, sa formation attribuée à un charriage dans un lac profond », Comptes rendus des séances de l’Académie des Sciences, 20 juin 1881.
- Fayol H., « Sur l’origine des troncs d’arbres fossiles perpendiculaires aux strates du terrain houiller », Comptes rendus des séances de l’Académie des Sciences, 18 juillet 1881.
- Fayol H., « Note sur la suppression du poste de nuit dans le remblayage des grandes couches », Comptes rendus mensuels de la Société de l’Industrie Minérale, octobre 1882.
- Fayol H., « Note sur les mouvements de terrain provoqués par l'exploitation des mines », Bulletin de la Société de l’Industrie Minérale, 2e série tome XIV, 1885, p. 805.
- Fayol H., Launay L. de, Meunier S., « Lithologie et stratigraphie, Étude sur le terrain houiller de Commentry », Bulletin de la Société de l’Industrie Minérale, 2e série, tome XV, 1886, réédité en 1887 en ouvrage séparé, tome I de trois portant le titres commun : Études sur le terrain houiller de Commentry. Le volume II (1890) porte le sous titre Flore fossile par Bernard Renault et René Zeiller. Le volume III (1888) porte le sous titre Faune ichtyologique et entomologique, par Charles Brongniart, Émile Sauvage.
- Fayol H., « Résumé de la théorie des deltas et histoire de la formation du bassin de Commentry », Bulletin de la Société Géologique de France, août 1888.

Années 1900
- Fayol H., Bassins houillers de Commentry et Decazeville, Excursion sous la conduite de M. H. Fayol, 1900.
- Fayol H., « Séance solennelle de clôture du congrès de la Société de l’Industrie Minérale à Paris », samedi 23 juin 1900, Bulletin de la Société de l’Industrie Minérale, no 15, 1901, p. 759-768.
- Fayol H., « Le cinquantenaire de la société Commentry-Fourchambault et Decazeville », Comptes rendus mensuels des réunions de la Société de l’Industrie Minérale, congrès de Saint Étienne, 16 juin 1908, p. 240-242.

Années 1910
- Fayol H., « Administration industrielle et générale », Bulletin de la Société de l’Industrie Minérale, no 10, 1916, p. 5-164. Réédité 13 fois chez Dunod.
- Fayol H., « De l’importance de la fonction administrative dans le gouvernement des affaires », conférence faite à la Société d’encouragement pour l’industrie nationale (séance du 24 novembre 1917), Bulletin de la Société de l’Industrie Minérale, no 12, 1917, p. 225-267.
- Fayol H., « Discussion sur l’enseignement technique supérieur », extrait des procès-verbaux de la Société des Ingénieurs Civils de France, séance du 30 mars 1917, 16 pages, et Bulletin de la Société de l’Industrie Minérale, no 12, 1917, p. 272-321.
- Fayol H., « Préface à Administration industrielle et générale, l’éveil de l’esprit public », études publiées sous la direction de Henri Fayol, Bulletin de la Société de l’Industrie Minérale, no 12, 1917, p. 145-152. édité en livre sous le titre L’éveil de l’esprit public chez Dunod et Pinat en 1918.
- Fayol H., « La réforme administrative des administrations publiques », Commerce et Industrie, revue pratique des méthodes modernes en affaires, janvier, 1918, p. 3-9.
- Fayol H., « L’administration positive dans l’industrie », La Technique Moderne, février, 1918, p. 73-75.
- Fayol H., Notice sur les travaux scientifiques et techniques, Gauthier Villars, Paris, 1918.
- Fayol H., « L’industrialisation de l’État », conférence faite le 24 octobre 1918, Bulletin de la Société de l’Industrie Minérale, no 15, 1919, p. 237-274.

Années 1920
- Fayol H., L’incapacité industrielle de l’État : les PTT, Dunod, 1921.
- Fayol H., Préface à l’ouvrage de Albert Schatz L’entreprise gouvernementale et son administration, Grasset, 1922.
- Fayol H., Conférence sur l’Administration industrielle et générale, École supérieure de guerre et Centre des Hautes Études Militaires, 5 et 14 mai 1923.
- Fayol H., La réforme administrative des PTT, tiré à part, Dunod, 1923.
- Fayol H., « La doctrine administrative dans l’État », conférence au 2e congrès international de Sciences Administratives, réédité en 1966 dans Revue Internationale des Sciences Administratives, Vol. XXXII, no 2, 1923, p. 114-133.
- Fayol H., « Un entretien avec M. Fayol, la gestion des entreprises et l’outillage administratif », signé L. M. du Crouzet, La Chronique Sociale de France, janvier 1925, p. 10-26.
- Fayol H., « Note de M. Fayol sur le Rapport présenté par M. André Citroën au nom de la commission chargée d’étudier les questions concernant l’organisation et le fonctionnement du monopole des tabacs et des allumettes », Annexe C du rapport de André Citroën, 1925, p. 163-174.